# You Can't Do That on Stage Anymore, Vol. 4
Albums de Frank Zappa
The Best Band You Never Heard in Your Life
(1991) Make a Jazz Noise Here
(1991)
You Can't Do That on Stage Anymore, Vol. 4 est un album de Frank Zappa sorti en 1991 comprenant divers extraits de concerts entre 1969 et 1988.

## Titres
Tous les titres sont de Frank Zappa, sauf mention contraire.

### Disque 1
1. Little Rubber Girl (Zappa, Denny Walley) (2 min 56 s)
  - Intro enregistrée au Bismarck Theater, Chicago, 23 novembre 1984 ; chanson enregistrée à The Palladium, New York, 31 octobre 1978
2. Stick Together (2 min 04 s)
  - Queen Elizabeth Theatre, Vancouver, 18 décembre 1984
3. My Guitar Wants to Kill Your Mama (3 min 19 s)
  - Universal Amphitheater, Universal City, Californie, 23 décembre 1984
4. Willie the Pimp (2 min 06 s)
  - Universal Amphitheater, Universal City, Californie, 23 décembre 1984
5. Montana (5 min 46 s)
  - The Roxy Theatre, Los Angeles 8-10 décembre 1973 et Universal Amphitheater, Universal City, Californie, 23 décembre 1984
6. Brown Moses (2 min 37 s)
  - Universal Amphitheater, Universal City, Californie, 23 décembre 1984
7. The Evil Prince (7 min 11 s)
  - Queen Elizabeth Theatre, Vancouver, 18 décembre 1984 ; sauf guitare solo à Hammersmith Odeon, Londres, 24–26 septembre 1984
8. Approximate (1 min 49 s)
  - Stadio Communale, Pistoia, Italie, 8 juillet 1982
9. Love of My Life (1 min 58 s)
  - Mudd Club, New York, 8 mai 1980
10. Let's Move to Cleveland (7 min 10 s)
  - solos, 1984 avec Archie Shepp
  - Fine Arts Center Concert Hall, Amherst, Massachusetts, 28 octobre 1984 ; l'Intro d'un concert inconnu en 1974
11. You Call That Music? (4 min 07 s)
  - McMillin Theater, université Columbia, New York, 14 février 1969
12. Pound for a Brown (6 min 29 s)
  - solos, 1978
  - The Palladium, New York, 28 octobre 1978
13. The Black Page (5 min 14 s)
  - (1984 version)
  - Queen Elizabeth Theatre, Vancouver, 18 décembre 1984; sauf guitare solo: The Pier, New York 26 aout 1984
14. Take Me Out to the Ball Game (Jack Norworth, Albert Von Tilzer) (3 min 01 s)
  - Pabellón de los Deportes de La Casilla, Bilbao, Espagne, 13 mai 1988
15. Filthy Habits (5 min 39 s)
  - Pabellón de los Deportes de La Casilla, Bilbao, Espagne, 13 mai 1988 et Le Summum, Grenoble, France 19 mai 1988
16. The Torture Never Stops (9 min 14 s)
  - (version originale, chanté par Don Van Vliet)
  - Armadillo World Headquarters, Austin, Texas 21 mai 1975

### Disque 2
1. Church Chat (1 min 59 s)
  - Parc des Expositions, Metz, France 22 juin 1982
2. Stevie's Spanking (10 min 50 s)
  - Ex Mattatorio do Testaccio, Rome, Hammersmith Apollo (Hammersmith Odeon), Londres, UK, 18 juin 1982, Ex Mattatorio do Testaccio, Rome, Italie 9 juillet 1982 et Unknown location c. Mai-juin 1982
3. Outside Now (6 min 09 s)
  - Tower Theater, Upper Darby Township, Pennsylvanie, 10 novembre 1984
4. Disco Boy (2 min 59 s)
  - Olympiahalle, Munich, Germany, 26 juin 1982
5. Teen-Age Wind (1 min 54 s)
  - Olympiahalle, Munich, Germany, 26 juin 1982
6. Truck Driver Divorce (4 min 46 s)
  - Hammersmith Odeon, Londres, 24–26 septembre 1984 et Paramount Theatre, Seattle, Washington, 17 décembre 1984; sauf guitare solo: Olympiahalle, Munich, Germany, 26 juin 1982
7. Florentine Pogen (5 min 09 s)
  - probably Kulttuuritalo, Helsinki, Finlande, 22 septembre 1974 et Hammersmith Odeon, Londres, UK, 18 février 1979
8. Tiny Sick Tears (4 min 29 s)
  - The Factory, The Bronx, New York, 13 février 1969
9. Smell My Beard (George Duke, Zappa) (4 min 30 s)
  - Capitol Theatre, Passaic, New Jersey, 8 novembre 1974
10. The Booger Man (Duke, Napoleon Brock, Zappa) (2 min 46 s)
  - Capitol Theatre, Passaic, New Jersey, 8 novembre 1974
11. Carolina Hard-Core Ecstasy (6 min 27 s)
  - Paramount Theatre, Seattle, Washington, 17 décembre 1984 et site et date non connus, 1984
12. Are You Upset? (1 min 29 s)
  - Fillmore East, New York, 21 février 1969
13. Little Girl of Mine (Morris Levy, Herbert Cox) (1 min 40 s)
  - Detroit, Michigan, 21 août 1984 (late show)
14. The Closer You Are (Earl Lewis, Morgan Robinson) (2 min 04 s)
  - Bayfront Center Arena, St. Petersburg, Floride, 1er décembre 1984 et Detroit, Michigan, 24 août 1984
15. Johnny Darling (Louis Statton, Johnny Statton) (51 s)
  - Detroit, Michigan, 24 août 1984
16. No, No Cherry (L. Caesar, J. Gray) - (1 min 25 s)
  - Detroit, Michigan, 24 août 1984
17. The Man from Utopia (Donald Woods, Doris Woods) (1 min 15 s)
  - Stadio Comunale, Pistoia, Italie, 8 juillet 1982
18. Mary Lou (Obie Jessie) (2 min 15 s)
  - Stadio Comunale, Pistoia, Italie, 8 juillet 1982

## Musiciens
- Frank Zappa — guitar/vocal
- Denny Walley — vocals
- Tommy Mars — keyboards
- Peter Wolf — keyboards
- Ed Mann — percussion
- Patrick O'Hearn — bass/vocals
- Arthur Barrow — bass
- Vinnie Colaiuta — drums
- Ike Willis — guitar/vocal
- Ray White — guitar/vocal
- Bobby Martin — keyboards/sax/vocal
- Allan Zavod — keyboards
- Scott Thunes — bass
- Chad Wackerman — drums
- Napoleon Murphy Brock — sax/vocal
- George Duke — keyboard/vocal
- Ruth Underwood — percussion
- Bruce Fowler — trombone
- Tom Fowler — bass
- Chester Thompson — drums
- Ralph Humphrey — drums
- David Logeman — drums
- Archie Shepp — tenor sax solo
- Lowell George — guitar
- Roy Estrada — bass/vocal
- Don Preston — keyboards/electronics
- Buzz Gardner — trumpet
- Ian Underwood — clarinet
- Bunk Gardner — tenor sax
- Motorhead Sherwood — baritone sax
- Jimmy Carl Black — drums
- Arthur Dyer Tripp III — drums
- Mike Keneally — guitar/synth
- Paul Carman — alto sax
- Albert Wing — tenor sax
- Walt Fowler — trumpet solo & baseball vocal
- Kurt McGettrick — baritone sax
- Captain Beefheart — harmonica/vocals
- Terry Bozzio — drums
- Warren Cuccurullo — guitar
- Steve Vai — stunt guitar

## Production
- Production : Frank Zappa
- Ingénierie : Joe Chiccarelli, Mark Pinske, Kerry McNab, Bob Stone, Klaus Wiedemann, Dick Kunc, Davey Moire, Mick Glossop
- Direction musicale : Frank Zappa
- Conception pochette : Kathleen Philpott